# Asklepieion

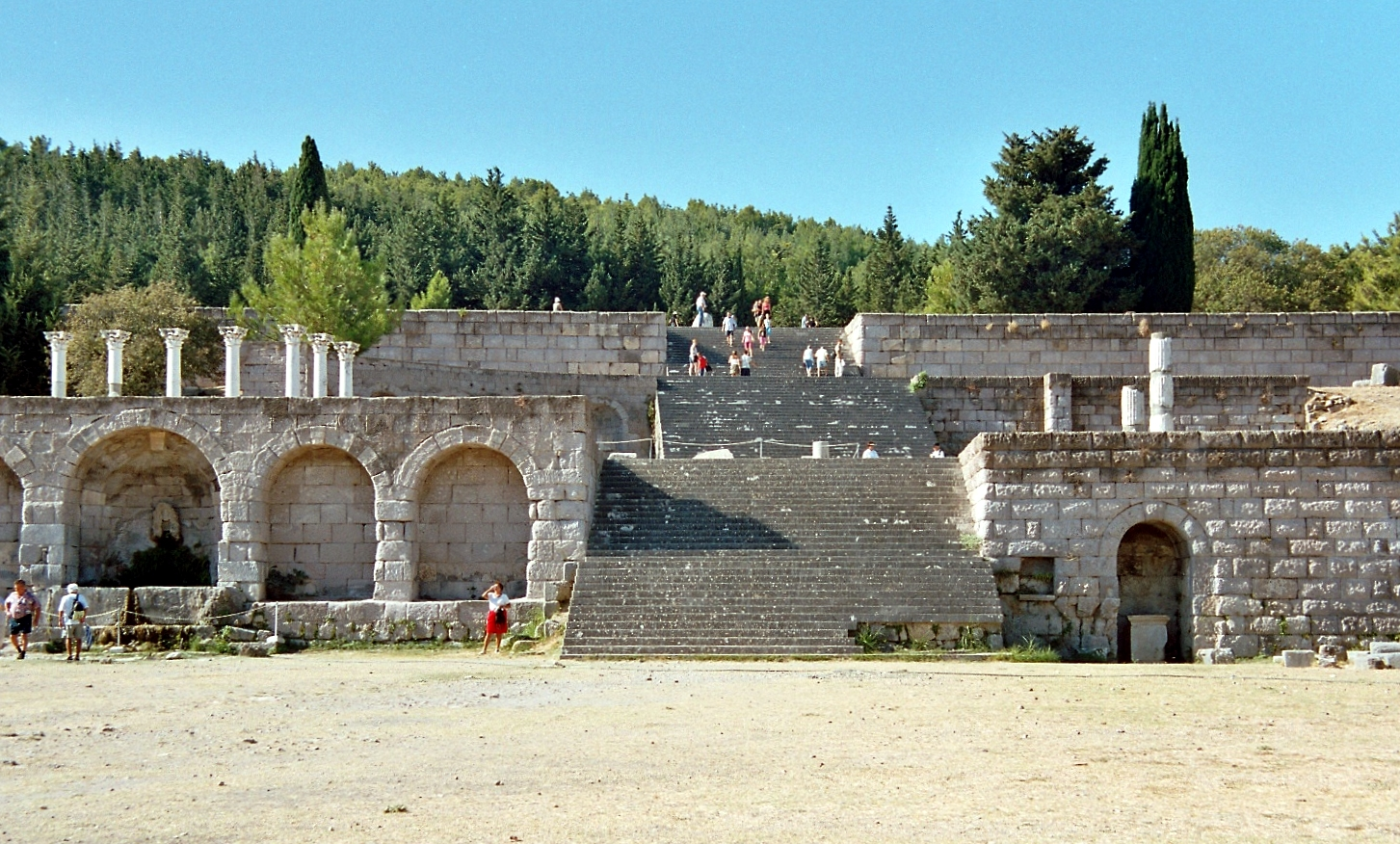
Asklepieion von Kos

Ein Asklepieion (altgriechisch Ἀσκληπιεῖον, neugriechisch Ασκληπιείο (n. sg.), nach Asklepios, dem altgriechischen Gott der Heilkunst, lateinisch Aesculapium) ist ein antikes griechisches Heiligtum des Asklepios, meist mit angeschlossenem Sanatorium. Etwa 300 dieser Heilstätten sind bekannt. Besondere Erwähnung verdienen die Anlagen von Epidauros, von Trikka in Thessalien, das Asklepieion von Kos sowie die Asklepieia von Messene und Pergamon.
Die Anlage in Epidauros ist die bedeutendste ihrer Art, sie diente auch als Vorbild für den Bau auf Kos. Dem Asklepieion von Trikka kommt besondere Bedeutung zu, da der Kult um den Gott Asklepios, Sohn des Apollon und Schutzpatron der Heilkunst, in Thessalien seinen Ursprung hatte und von dort aus die gesamte antike griechische Welt eroberte. Die Anlage auf der Insel Kos verdankt ihre Bedeutung Hippokrates, dem wohl bedeutendsten Arzt der Antike, der auf Kos geboren wurde. Wahrscheinlich wurde die Heilstätte aber erst nach seinem Tod errichtet.
In den Asklepieia mit angeschlossenem Sanatorium wurde der Heilschlaf praktiziert. Dazu legten sich die Kranken nach einem den Körper und Geist reinigenden Bad auf eine Kline genannte Liege und warteten auf eine Heilung durch Asklepios im Traum.